# 杉道助
杉 道助（すぎ みちすけ、1884年（明治17年）2月20日 - 1964年（昭和39年）12月14日）は、日本の実業家。第二次世界大戦後における大阪・関西財界の代表者。曽祖父は吉田松陰の父である杉常道、祖父は松陰の兄の杉民治。
八木商店社長となり、大阪商工会議所会頭を23年間務め、日本商工会議所副会頭、新日本放送（現・MBSメディアホールディングス）社長、海外市場調査会（現・日本貿易振興機構（略称：JETRO（ジェトロ）を設立後、理事長となる。鳩山一郎内閣において日ソ交渉全権顧問、日韓会談首席代表として政界にも関与した。
位階は正三位、勲等は勲一等。

## 生涯

### 生い立ち
山口県山口市に生まれた。父の相次郎は県庁勤めをしていた。郷里の萩市で幼少時代を過ごし、山口師範学校附属小学校（現・山口大学教育学部附属山口小学校）へ、萩から山口の距離は相当あったのにもかかわらず、徒歩で通学した（にわかに信じがたいが、林茂香著「幕末・明治萩城下見聞録（マツノ書店発行）」によれば、著者は山口師範学校在学中に萩から徒歩で通学していたとあり、その行程もくわしく記述がある）。また、鮎川義介が学校の先輩で近所に住んでおり、学校へ一緒に通うなどした。
中学校は前半は山口中学校（現・山口県立山口高等学校）で、後半は萩中学校（現・山口県立萩高等学校）で過ごした。中学時代は自然主義が勃興し、杉も国木田独歩や田山花袋などに刺激され、新体詩を制作したり、懸賞文に応募したりしていた。杉は中学を卒業すると、すぐに東京へ行った。まっすぐ大学へ入ろうと考えていなかった杉は、徳富蘆花の「歴史の片影」という著書に影響を受け、南米に憧れを抱いた。東京へ行くと、松陰の吉田家を継いだ従兄の吉田庫三の友人でペルーで開発会社を営んでいた田中貞吉にペルー行きを誘われた。早速、実家へ相談してみたが、話がまとまらないうちに日露戦争が開戦しそうになり、船が出なくなってしまった。
そこで、終戦までの「ツナギ」として大学に通うことになり、慶應義塾大学部の補欠試験を受けて入学をした。大学部時代は専らスポーツに親しみ、大学野球は自身を「見物選手」と称すほどよく観戦し、応援していた。また、予科を教えていた英国人教師からホッケーのルールを教わり、慶應義塾体育会ホッケー部を創設した。杉は後に大阪へ行ってから羽衣女学院（現・羽衣学園中学校・高等学校）にホッケーの道具を寄付し、羽衣はホッケーで全国トップクラスの女学校になった。晩年には日本ホッケー協会の会長にもなっている。

### 財界で
1909年に慶應義塾大学部理財科を卒業し、「久原鉱業所」（後の日産コンツェルン、現・JXTGホールディングス等）に入社した。在学中より三井物産に入りたいと考えていたが、井上馨の側近に久原鉱業所を勧められたため、大阪へ向かう社長の久原房之助と新橋駅の待合室で会い、久原鉱業所の東京事務所に雇われることになった。
1910年に武藤山治の仲人で、大阪・船場の綿糸問屋・八木商店（現・ヤギ）の創業者・八木与三郎の長女・義と結婚した。翌年には久原鉱業所が大阪に支店を設けることになり、大阪と縁深い杉が行くことになったのだが、武藤にこの話をしたところ「せっかくの大阪なんだから繊維の方をやったらどうか」と言われ、久原の快諾を得た杉は大阪で繊維工業に関わっていくことになる。
最初の仕事は堺市の小さなタオル工場「堺製織所」の整理だった。当時の紡績業界では工場が乱立し、職工の争奪戦が起こるなど気苦労が多かった。メリヤス地の統一を行うなど、品質の均質化にも苦心した。
1912年に浪速紡織（現・ダイワボウホールディングス）が設立され、武藤の肝いりで会社を任されることになった。同年から八木商店にも関わるようになった。1910年～1920年代に掛けては大戦景気とその反動の不況で市場は大混乱に陥った。八木商店や浪速紡績なども甚大な損失を被った。繊維業界では「総解合い」が行われ市場が安定したが、債務支払いのために自宅を売り払い、天下茶屋などの借家を転々とした。
1923年には武藤が政界を革新すべく「実業同志会」を結成し、杉も会員となった。同志会は翌年の第15回衆議院議員総選挙に候補を送り、武藤をはじめ12人の当選者を出した。杉も幹事長役をしたが、選挙には門外漢ばかりで選挙活動が選挙違反に引っ掛かり、2ヶ月にわたって拘引されてしまった。杉は判事に諭され、独居房でたくさんの本を読んだ。杉自身は、「この独房生活はわたしにかなりプラスになったと思う」と述懐している。

### 戦中・戦後の大阪
当時の経済界では営業税の一部を会議所の経費に充てていた。紡績などの大きな企業ほど納める額も多くなる。そこで、会議所の経費抑制に勉めようということで、杉らは1929年に大阪商工会議所に入所した。日中戦争が始まると、大阪では軍需産業が興り、会議所も政府の下請機関の機能を負うようになっていった。理財部長や時局対策委員長などを務めた杉は、会頭の安宅弥吉らと「満支視察団」を結成し、満韓支を回った。1941年には副会頭となったが、国策の下、大阪商工会議所は堺や布施の会議所と合併し大阪商工経済会となり、更に政府の下請機関としての色合いが濃くなっていくことになる。また、大阪の繊維統制会社「大阪繊維製品配給」の社長にも就任した。一方で、八木商店では1938年に社長、1941年には会長に就任している。
終戦後の1946年には大阪商工会議所第16代会頭に就任した。またその頃、戦時中の有力企業幹部の公職追放の審査委員会の委員にも選任されている。大阪商工会議所の会長になった杉の下で大阪経済の立て直しが始まった。1953年、「大阪経済振興審議会」が結成され、ひとつの展望と振興策が示された。その結果は1956年に府や市とともに組織した「大阪経済振興連絡協議会」のもとで遂行された。新幹線の新大阪駅の位置を決定、大阪国際空港や地下鉄網の整備、阪神高速道路公団の設立促進などの都市基盤整備や重化学工業化などはその成果である。
1950年、大阪初となる民間放送局・「新日本放送」（現・MBSメディアホールディングス）が設立されると、社長となった。また、貿易振興を目的のために1951年に「海外市場調査会」（現・日本貿易振興機構）を設立し、理事長となった。他にも、戦争で中止になった大阪国際見本市を実現すべく、1952年に「日本国際見本市委員会」が結成され、杉は委員長となる。見本市は同年開かれ、成功を収めた。1953年における会頭挨拶では、「大阪は経済の中心だとか、貿易産業の中心地だといわれてきたが、いまは名目だけで実質ではない。これをもとの大阪にもどそうではないか。これは単に関西という地域的感情にとらわれていうのではない。大阪の復興が日本の経済発展、国力の回復に寄与するところが大きいと信ずるからだ」と呼びかけた。
その一方で、1956年に鳩山一郎の日ソ国交回復交渉の全権顧問や、1959年に赤間文三の後任として大阪府知事に推挙されるも、辞退している。だが、1961年に第6次日韓会談の政府代表になるなど、1964年に死去するまで精力的に活動を続けた。また、大正3年（1914年）に設立された大阪貿易学院高等学校（現在の学校法人大阪貿易学院・開明中学校・高等学校）の再建に力を注ぎ、昭和25年に理事長・校長に就任した。
1959年に藍綬褒章、1964年11月に関西財界の生存者として前例の無い勲一等瑞宝章を賜ったが翌月死去。没後に正三位が与えられた。
墓所は山口県萩市杉家墓地にある。墓には「杉家第八代。生涯松陰を敬慕。『祖先の墓より大きくしない』と遺言を残した」と書かれている。

## 系譜
- 杉氏（本姓は大内氏か?）　杉氏系譜

```
　　　　　　　　　　　　　　　　　　　　　　　　　　　　　　　　　　
文左衛門政常＝七郎兵衛政之━文左衛門徳卿━七兵衛常徳━┳百合之助常道━━━━┳梅太郎修道(民治)　　　　　　　
　　　　　　　　　　　　　　　　　　　　　　　　　　　┣大助賢良　　　　　　┗大次郎矩方(松陰)
　　　　　　　　　　　　　　　　　　　　　　　　　　　┃　(吉田氏第七代)　　　　(吉田氏第八代)
　　　　　　　　　　　　　　　　　　　　　　　　　　　┗文之進　
　　　　　　　　　　　　　　　　　　　　　　　　　　　　　(玉木氏第七代)　　　　　　　　　　

```

```
梅太郎修道━┳豊子
　　　(民治)┃　(玉木氏第八代)
         　　　┃-小太郎
　　　　　　┃　(吉田氏第九代)
　　　　　　┃
　　　　　　┣滝子━━┳道助
　　　　　　┃　　　　┗丙三
　　　　　　┃
　　　　　　┗道子
　　　　　　　(吉田氏第十代)　

```

## 栄典
- 藍綬褒章（1959年)
- 勲一等瑞宝章（1964年）
- 正三位（1964年）